# Gilda Sahebi

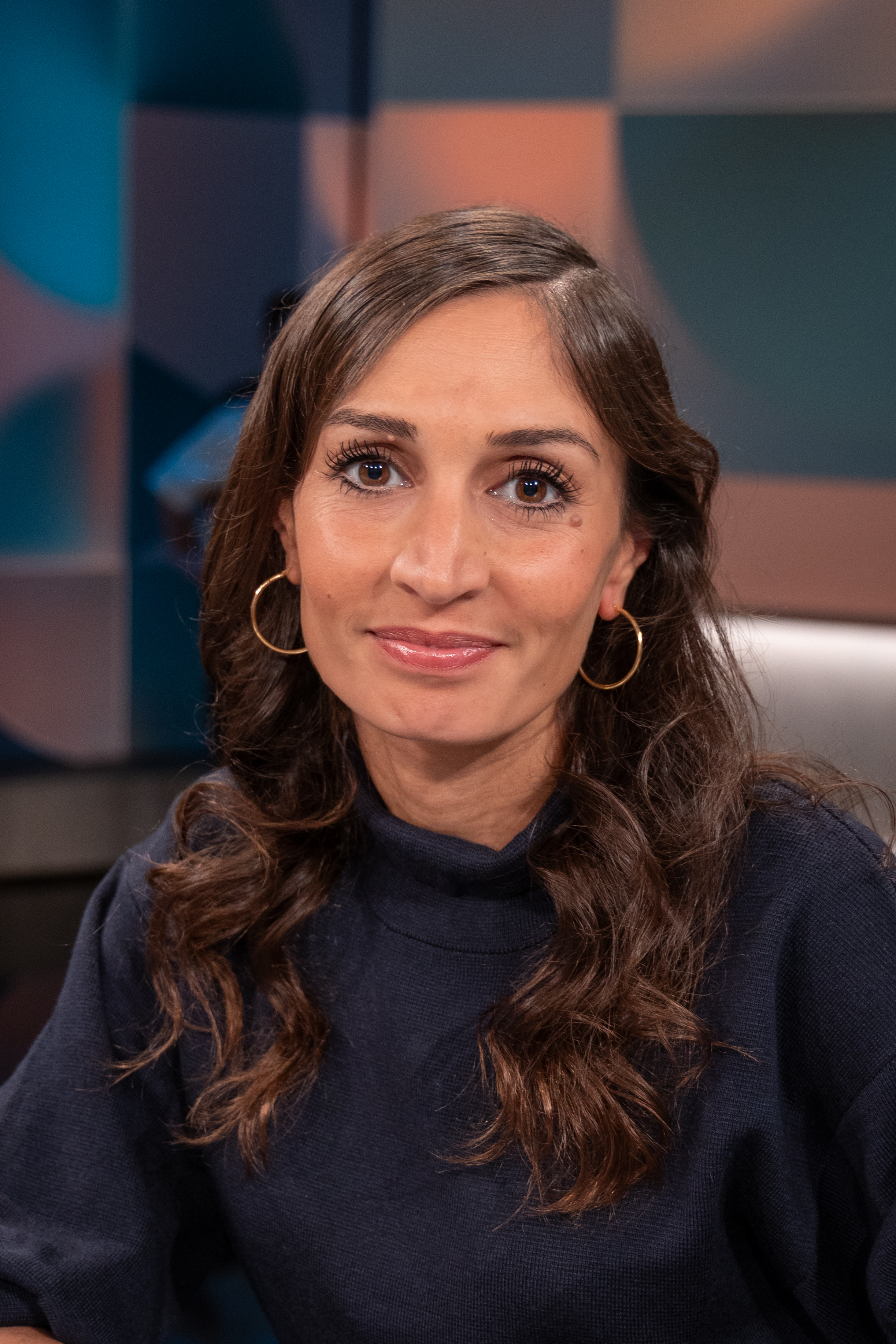
Gilda Sahebi (2024)

Gilda Sahebi [sɒːheˈbiː] (* 1984 in Teheran, Iran) ist eine deutsch-iranische Journalistin. Arbeitsschwerpunkte der Autorin sind die Situation im Nahen Osten sowie die Menschenrechte und die Lage der Frauen in Iran. Als Journalistin und Moderatorin arbeitet sie für verschiedene Medien und Einrichtungen, darunter die ARD, Der Spiegel und die Tageszeitung taz. Sie lebt in Berlin.

## Kindheit und Jugend
Gilda Sahebi wurde nach eigenen Angaben in eine politisch aktive Familie hineingeboren. In einem Interview berichtet sie, dass ihr Vater schon 1979 gegen das theokratische Regime in Iran und für ein demokratisches Iran kämpfte. Er wurde verhaftet und floh vor einer drohenden Hinrichtung aus der Islamischen Republik Iran nach Deutschland, als Gilda ein Jahr alt war. Ihr damals 14 Jahre alter Onkel wurde, weil er Flugblätter einer kommunistischen Jugendgruppe verteilt hatte, von den Revolutionswächtern eingesperrt und gefoltert. Sahebis Großvater, der ebenfalls im Gefängnis saß, musste die Schreie des Sohnes mit anhören. Erst im Alter von drei Jahren konnte Gilda mit ihrer Mutter ebenfalls nach Deutschland ausreisen.
Sahebi studierte in Heidelberg, München, Istanbul und Warschau Humanmedizin und Politikwissenschaft, schloss beide Studiengänge ab und fing danach an, als Journalistin zu arbeiten. Ihre journalistische Ausbildung absolvierte sie beim Bayerischen Rundfunk.

## Arbeits- und Themenschwerpunkte
Gilda Sahebis Themenschwerpunkte sind Antisemitismus und Rassismus, Frauenrechte, Wissenschaft und Naher Osten.
Nach ihrem Volontariat arbeitete Sahebi als Autorin und Redakteurin für die ZDF-Sendung Neo Magazin Royale sowie als freie Mitarbeiterin für den Westdeutschen Rundfunk (WDR) und andere Medien. Bei den Neuen deutschen Medienmachern war Sahebi für die Jugendkampagne des Europarats No Hate Speech Movement als Projektleiterin tätig. Zum Thema Hate Speech wird sie von Einrichtungen der Zivilgesellschaft immer wieder als Ratgeberin angefragt.
Von 2020 bis 2022 berichtete sie über Medizin, Gesundheitspolitik und Wissenschaft unter anderem in der taz-Kolumne Krank und Schein.
Im Jahr 2022 veröffentlichte Sahebi gemeinsam mit vier journalistischen Kollegen den Podcast Schwarz Rot Blut in WDR-Cosmo. In diesem Podcast werden rassistische Gewaltfälle in der BRD von den 1980er Jahren bis 2020 in journalistisch neuartiger Weise aufgearbeitet, um den Opfern nachträglich eine Stimme zu verleihen.
Seit dem Aufstand in Iran wird Sahebi in der Öffentlichkeit häufig als Nahost-Expertin zum Thema Menschen- und Frauenrechte in Iran angefragt. Durch ihre beständige Medienpräsenz wird sie in Deutschland als eine besonders gehörte Stimme zum Thema Iran wahrgenommen.
In den Talkshows verschiedener TV-Sender und -Formate wie phoenix, Markus Lanz, WDR berichtet Sahebi über Aktionen und Demonstrationen der iranischen Bevölkerung sowie über Reaktionen des Regimes wie Verhaftungen, Prügel, Folter, Vergewaltigungen in der Haft und die häufige Verhängung von Todesstrafen. Da die Arbeit von Korrespondenten vor Ort durch die iranische Zensur und Strafdrohungen eingeschränkt bis unmöglich geworden ist, beziehen sich auch Tages- und Wochenzeitungen verstärkt auf Sahebis Analysen, die sie über ihre Social-Media-Kanäle wie Twitter sowie über Interviews und Podcasts vermittelt.

Sahebi ist zudem als Educator für die Denkfabrik Institute for Strategic Dialogue (ISD) in Berlin tätig und seit Februar 2022 im Vorstand von ProQuote Medien.
„Bei gleich zwei brisanten Themen konnte Sahebi in diesem Jahr mit ihrer besonderen Expertise glänzen. Die Debatten um Gesundheitspolitik arbeitete die ausgebildete Ärztin immer wieder in ihrer taz-Kolumne „Krank und Schein“ auf, zu den Protesten in Iran klärte sie vor allem in den sozialen Netzwerken mit großem Hintergrundwissen und differenziertem Blick auf. So geht Politikjournalismus für das 21. Jahrhundert.“ (aus der Begründung von Medium Magazin für die Verleihung des ersten Platzes als beste Politik-Journalistin des Landes 2022 an Gilda Sahebi)

„Gilda Sahebi ist Deutschlands beste Politikjournalistin 2022.“

## Werke
In ihrem Buch Wie wir uns Rassismus beibringen (2024) analysiert Sahebi den deutschen Diskurs über Rassismus. Darin wendet sie sich gegen die verbreitete Vorstellung, Rassismus sei lediglich ein Problem extrem rechter Gruppierungen. Rassistisches Denken sei durch politische und gesellschaftliche Strukturen geformt und allgegenwärtig, auch wenn die Beteiligten sich dessen nicht bewusst sind. Zur Beweisführung zeigt sie historische Verbindungslinien rassistischen Denkens von der Zeit des Deutschen Kaiserreichs bis in die moderne deutsche Gesellschaft auf und plädiert zum Schutz der Demokratie für eine bewusste Auseinandersetzung mit solchen Denkmustern.

## Auszeichnungen
- RIAS-Medienpreis 2017 (im Team mit J. Böhmermann und anderen)[35]
- Auszeichnung als eine der 100 Frauen des Jahres 2022 durch Focus[36]
- Journalistin des Jahres 2022 in der Kategorie Politik durch Medium Magazin[37]

## Schriften (Auswahl)
- Ich verspreche dir einen schönen Sommer. Trabantenverlag, Berlin 2022, ISBN 978-3-9822649-5-0.
- „Muslime sind die neuen Juden“ – Darf man das sagen?, in: Meron Mendel, Saba Nur-Chema u. a. (Hrsg.): Frenemies: Antisemitismus, Rassismus und ihre Kritiker*innen. Verbrecher-Verlag, Berlin 2022, ISBN 978-3-95732-538-9, S. 155–158.
- „Unser Schwert ist Liebe“. Die feministische Revolte im Iran. S. Fischer, Frankfurt am Main 2023, ISBN 978-3-10-397551-2.
- Wie wir uns Rassismus beibringen. Eine Analyse deutscher Debatten. S. Fischer, Frankfurt am Main 2024, ISBN 978-3-10-397624-3.